# Albert-systeem
Het Albert-systeem is een technische voorziening met brillen en kleppen voor het bespelen van de klarinet dat is ontwikkeld door Eugène Albert.
Het systeem is afgeleid van het Müller-systeem uit begin negentiende eeuw. Instrumenten met het Albert-systeem worden vooral gebruikt in Duitsland, Oostenrijk en landen in Oost-Europa. In de New Orleans Jazz werd vroeger ook met het Albert-systeem gespeeld. Wellicht uit gewoonte, maar in New Orleans werd beweerd dat men in het lage register meer volume had. Ook prijst men de warmere klank van de Duitse klarinet. Sommige klarinettisten die Klezmer of Dixieland spelen geven nu nog de voorkeur aan een Duitse klarinet. Het instrument zou zich ook beter lenen voor het spelen van glissandi en blue notes. In Nederland werd vroeger ook op klarinetten met het Albert-systeem gespeeld. Maar tegenwoordig wordt het Franse Böhm-systeem algemeen gebruikt.
Een Albert-klarinet is te herkennen aan het bredere mondstuk, het kortere wat bolle tonnetje, de overblaasklep (vaak foutief octaafklep genoemd) aan de voorkant met een om de klarinet heen gebogen klep voor de duim, en rollers bij de kleppen die met de pinken worden bediend, zoals ook gebruikelijk is bij saxofoons.
Het Albert-systeem is verwant aan het ingewikkelder Oehler-systeem dat vooral door Duitse en Oostenrijkse beroepsmusici gebruikt wordt.

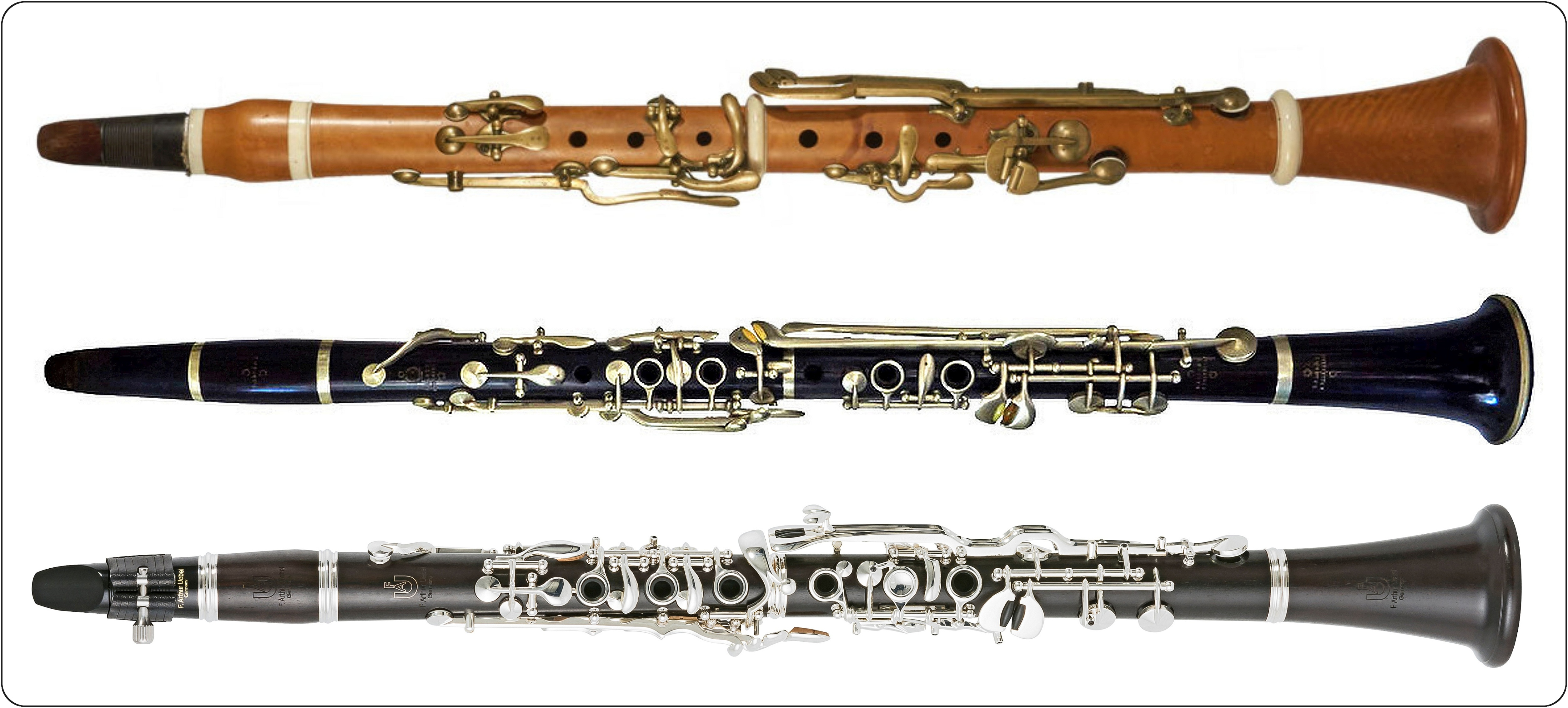
Klarinetten naar Iwan Müller, Eugene Albert en Oscar Oehler in vergelijking